# Josef Schnabel
Josef Schnabel (29. března 1926 Praha – 17. ledna 1990) byl český básník a kolážista z tzv. žižkovského surrealistického okruhu, původně dělník, později redaktor.

## Život a dílo
Josef Schnabel pracoval jako dělník a ještě za války debutoval jako velmi mladý básník v samizdatových sborníčcích, které vydával okruh kolem Jana Řezáče (Prolog, Krám, Vycpaný pták, Neplující protějšky). Byl členem tzv. "žižkovského okruhu surrealistů kolem Otty Mizery, kam patřil fotograf Josef Prošek, kreslířka Miroslava Miškovská, Jan Řezáč, Zdeněk Púček, Antonín Sobotka, grafik Karel Kilberger a podle bydliště s ní v letech 1947-1948 souviseli i malíři Ota Janeček a Ivo Rublič, překladatel Josef Kadlec nebo herec Vlastimil Brodský.
Po válce v roce 1947 působil s Janem Řezáčem a Karlem Kilbergerem při přípravě vydávání časopisu Obluda, které se nakonec nerealizovalo. Jeho verše byly recitovány na večeru surrealistické poezie v literárním odboru Umělecké besedy roku 1947 a báseň Lesní moudrost vyšla v programu večera Mladé literatury.
Roku 1949 vydal sbírku Svědectví v edici Plamen, kterou řídil Jan Řezáč. Byl spoluautorem knihy Jiřího Háse o soustružnících-údernících Václav Svoboda a jeho následovníci (1952). Později byl redaktorem Mladé fronty a koncem 50. let vedl polemiky s Vladimírem Boudníkem o jeho Manifestech explozionalismu i abstraktním umění a nakonec se roku 1959 s Boudníkem sešel v jeho ateliéru. V 60. letech psal např. recenze k představením divadla Semafor.